# Austria-Forum
Das Austria-Forum ist ein Informationsportal zu österreichbezogenen Themen. Betrieben wird das Portal  mit Server- und Internetunterstützung der Technischen Universität Graz. Es ist seit September 2007 erreichbar. Im Oktober 2009 wurde es der Öffentlichkeit vorgestellt.

## Geschichte

Logo des ursprünglichen AEIOU

Alle Projekte mit dem Themenschwerpunkt „Kultur-Daten in elektronisch abrufbarer Form“, die zu Österreichs 1000-Jahr-Feier 1996 beim damaligen Österreichischen Bundesministeriums für Wissenschaft, Forschung und Kunst vorgeschlagen worden waren, wurden zu einem gemeinsamen Projekt zusammengeführt. Im Zuge dieses Projekts erstellten zahlreiche namhafte österreichische Wissenschaftler und Experten das österreichische Kulturinformationssystem AEIOU.
Dieses Kulturinformationssystem war 1996 eine umfassende Darstellung Österreichs in Text und Bild, Ton und Film. Die Abkürzung AEIOU steht für Annotierbares Elektronisches Interaktives Oesterreichisches Universal-Informationssystem, in Interpretation des altösterreichischen Wahlspruchs A.E.I.O.U.
Den Grundstock des Datenmaterials bildeten sämtliche Texte und Abbildungen des 1995 von einer Verlagsgemeinschaft neu herausgegebenen Österreich-Lexikons (2 Bände, 14.000 Stichwörtern, rd. 2000 Abbildungen über Österreich aus allen Wissensbereichen)
Weitere Informationen ergänzten das Lexikon in Form von „Alben“. Ein Großteil der Informationen wurde auch in englischer Sprache angeboten; zusätzlich gab es eine interaktive Komponente „Annotieren“ (Kommentare schreiben).
Der AEIOU-Server musste auf Grund finanzieller, rechtlicher und logistischer Probleme am 1. April 2005 eingestellt werden. Die Fakultät für Informatik der TU Graz (unter dem damaligen Dekan Hermann Maurer) erhielt die Erlaubnis, den Server zu reaktivieren. Ab Mai 2006 fand eine allmähliche Überarbeitung der deutschen Einträge nur im Österreich-Lexikon statt.
Seit September 2007 ist AEIOU über das Informationsportal Austria-Forum eingebunden. Am 9. Oktober 2009 ging das Austria-Forum offiziell online. Die Inhalte sind seither unter der Web-Adresse www.austria-forum.org abrufbar. Trägerorganisation ist der gemeinnützige Verein Freunde des Austria Forums in Graz, der 2007 von mit dem Projekt beschäftigten Personen gegründet wurde, um das Wissensnetz zu betreiben. Das Gremium der wichtigsten Herausgeber besteht aus Hermann Maurer, Trautl Brandstaller, Peter Diem und Helga Maria Wolf.

## Angebot
Das Austria-Forum besteht aus dem Österreich-Lexikon sowie zahlreichen Wissenssammlungen, wie das ABC zur Volkskunde Österreichs, das biographische Lexikon, Fauna und Flora Österreichs, die Symbole Österreichs, wichtige kulturelle Beiträge wie ein Musiklexikon, Beiträge aus der bildenden Kunst, aber auch Sammlungen von z. B. allen Briefmarken der Zweiten Republik bis hin zu Mineralien und fundierten Essays, die Benutzer bewerten können, umfangreiche Bildsammlungen und umfassende Informationen zum Thema Geography of the World. Ebenso bietet es eine große Anzahl an digitalisierten Büchern, sogenannte Web-Books, welche sich in unterschiedliche Kategorien unterteilen lassen und als Quellen für Wissenschaftliche Arbeiten dienen können. Ein eigener Bereich namens Unterrichtsmaterialien stellt Lernunterlagen in über 15 Fächern für Unterstufe sowie Oberstufe zur Verfügung.

## Nutzungsbestimmungen
Organisatorisch hat das Projekt den Charakter eines moderierten Hostings. Das heißt, „jeder Benutzer ist für die von ihm erstellten Beiträge verantwortlich,“ und muss für alle Inhalte „die dafür notwendigen Urheber- oder Verwertungsrechte besitzen.“ Die Redaktion greift regulierend ein.
Beiträge dürfen nur mit Genehmigung des Autors oder des Austria-Forums kopiert oder verteilt werden, ausgenommen Kopien für private Zwecke oder für Gruppen in öffentlichen Ausbildungseinrichtungen (unabhängig von einem expliziten Copyright-Vermerk). Daneben ist auch die Einstellung freier Inhalte (für beliebige Zwecke, mit url-Nennung) möglich.